# Richy Guitar
Richy Guitar – niemiecka komedia muzyczna z roku 1985 w reżyserii Michaela Louxa.

## Obsada[2]
- Farin Urlaub jako Richard (jako Jan Vetter)
- Bela B. jako Igor (jako Bela B. Felsenheimer)
- Hans Runge jako Hans
- Kristina Raschen jako Anja
- Ingrid van Bergen jako matka
- Horst Pinnow jako ojciec
- Bert Lawrence jako Wagner
- Dan van Husen jako Harter Bursche
- Nena jako ona sama
- Walter Alich jako	pan Steuber
- Rolf Eden jako kierownik Hecht
- Bonus Jarret
- Axel Knabben
- Bianca Wichmann jako Nadja
- Beate Zeider jako	Tancerka (jako Beate Zeidler)
- Klaus Tuschen
- Markus Herold
- Ulrich Gressieker jako szef cementowni (jako Uli Gressieker)
- Dietmar Buchmann
- Harald Henschel-Franzmann (jako Harry Franzmann)
- Wolf-Dirk Vogeley (jako Dirk Vogeley)
- Silke Stallerscheck
- Karlo Carges jako	on sam (nie wymieniony w napisach)